# Volgend jaar in Holysloot
Volgend jaar in Holysloot is een korte film van Emiel van Moerkerken, die in 1983 een gouden kalf voor beste korte film won.
De film gaat over de blindeman (Van Moerkerken), die de hele wereld rondloopt op weg naar Holysloot. Het verhaal is een metafoor voor filmregisseurs, die zich blindstaren op de roem van Hollywood. Van Moerkerken werkte 22 jaar aan deze korte film, waardoor het vaak als zijn magnum opus wordt beschouwd.